# (If You're Wondering If I Want You To) I Want You To
"(If You're Wondering If I Want You To) I Want You To" és el primer senzill del setè àlbum d'estudi (Raditude) de la banda estatunidenca Weezer. Inicialment prevista pel 25 d'agost de 2009, el seu llançament es va avançar al 18 d'agost per les emissores de ràdio.
El videoclip fou dirigit per Marc Webb i llançat el 23 d'octubre de 2009. En ell es mostra un poble anomenat "Weezerville" on tots els habitants són clons dels membres del grup. El grup manté un estil de vida normal fins que arriba al poble una bonica noia (Odette Yustman) que els trastoca. Individualment intenten impressionar a la noia però queden malferits excepte Rivers Cuomo, que quan veu els efectes provocats per la noia en els seus amics, la rebutja i la fa fora del poble.
Tot i rebre algunes crítiques positives, el senzill no va tenir gaire èxit arreu del món però si va arribar a la segona posició de la llista de cançons alternatives als Estats Units.

## Llista de cançons
Descàrrega digital
1. "(If You're Wondering If I Want You To) I Want You To" - 3:28

7" picture disc
1. "(If You're Wondering If I Want You To) I Want You To" - 3:28
2. "Should I Stay Or Should I Go?" (Directe; versió The Clash) - 3:07

Promo ràdio CD
1. "(If You're Wondering If I Want You To) I Want You To" - 3:28

Promo 7" (vinil taronja)
1. "(If You're Wondering If I Want You To) I Want You To" - 3:28
2. "I Woke Up In Love This Morning" (versió The Partridge Family) - 3:01

## Llistes
| Llista                           | Posició |
| -------------------------------- | ------- |
| U.S. Billboard Hot 100           | 81      |
| U.S. Billboard Rock Songs        | 3       |
| U.S. Billboard Alternative Songs | 2       |
| Canadian Hot 100                 | 24      |
| Japan Hot 100                    | 16      |